# Probaryconus varinus
Probaryconus varinus är en stekelart som beskrevs av Mikhail Vasilievich Kozlov och Lê 2000. Probaryconus varinus ingår i släktet Probaryconus och familjen Scelionidae. Inga underarter finns listade i Catalogue of Life.